# Strandstuvikens nya fågeltorn
Strandstuvikens nya fågeltorn, česky lze přeložit jako Nová ptačí pozorovatelna Strandstuviken, je dřevěná, nízká a bezbariérová ptačí pozorovatelna a vyhlídková plošina ve vesnici Örstig v okrese Nyköping (Nyköpings kommun) ve Švédsku. Nachází se na pobřeží Baltského moře v přírodní rezervaci Strandstuvikens naturreservat v kraji Södermanland.

## Další informace
Částečně zastřešená tavba byla postavena v roce 2019 nedaleko místního kempu Strandstuvikens Bad & Camping za účelem pozorování ptáků a turistiky v rámci projektu EU Life Coast Benefit. Je vybavena příjezdovou rampou, lavičkami a stoly. Místo je celoročně volně přístupné a leží u populární dálkové turistické trasy Sörmlandsleden. V blízkosti se také nachází starší rozhledna/ptačí pozorovatelna Strandstuvikens fågeltorn.

## Galerie

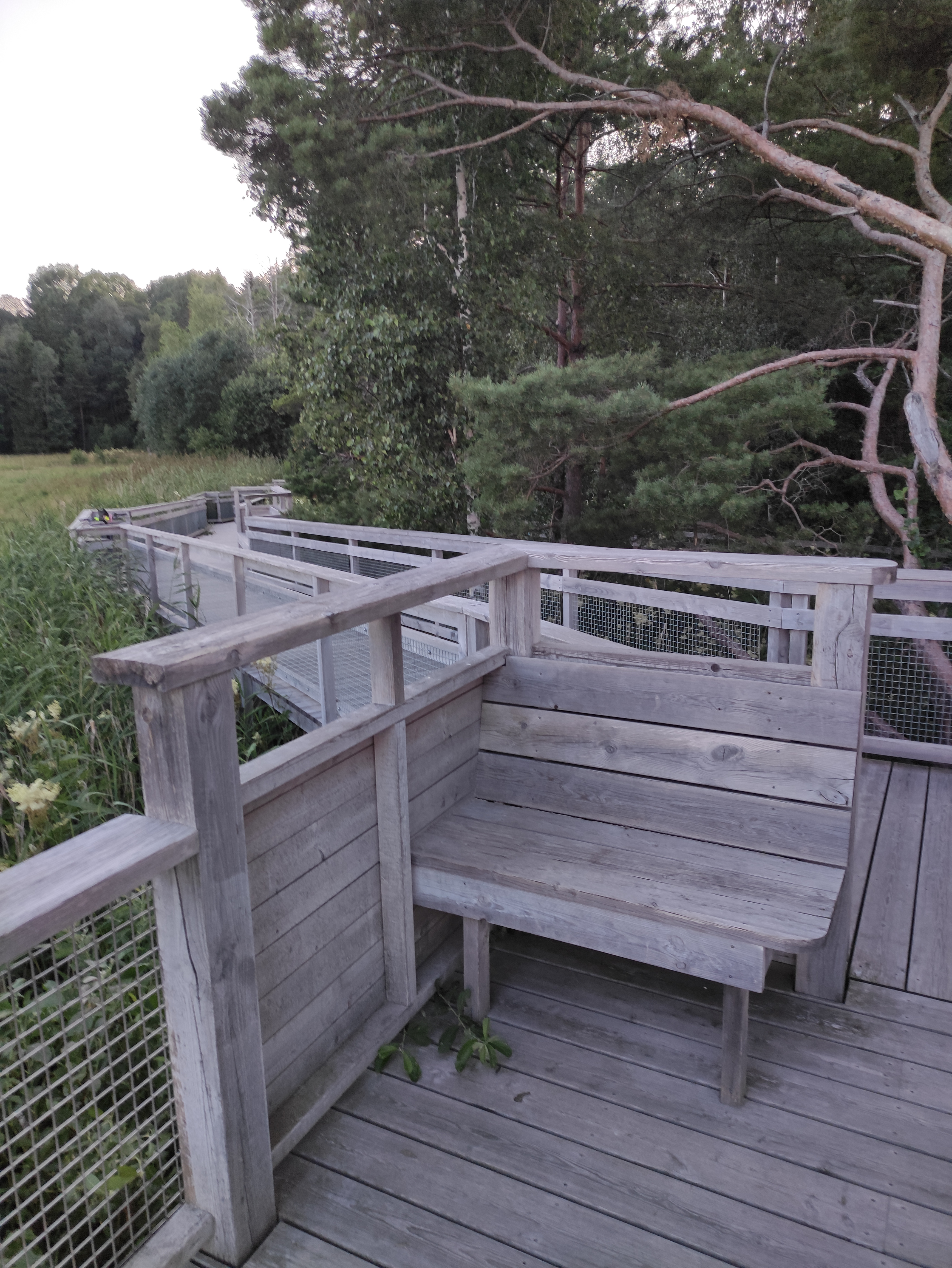
Na vyhlídkové plošině